# Pierre de Freslon de Saint-Aubin
 (novembre 2019).
Pierre Emmanuel Vincent Marie de Freslon, baron de Saint-Aubin, né à La Brousse à Saint-Pôtan le 19 juillet 1766 et mort à Rennes le 7 novembre 1839, est un magistrat et homme politique français.

## Biographie

### Origine et Famille
Pierre de Freslon de Saint-Aubin descend de la famille de Freslon, famille de la noblesse bretonne d'extraction chevaleresque. Cette famille a une filiation prouvée à partir de 1385, avec Jean Freslon, écuyer, seigneur de la Freslonnière, marié à Catherine Eder.
Son père, Jean-Emmanuel-René de Freslon (1734-1800), seigneur de Saint-Aubin, fut garde de la marine en 1754, enseigne des vaisseaux du roi dès 1764, retiré du service en 1765 avec le grade de lieutenant de vaisseau, émigré comme son fils durant la Révolution Française, mort à Jersey le 7 janvier 1800.
Pierre de Freslon de Saint-Aubin épouse le 12 juin 1787, Jeanne Marie Potelet, fille de Jean-Baptiste Potelet, capitaine de la Compagnie des Indes, et de Marie Marguerite de Lormel. François-René de Chateaubriand mentionnera le nom de Jean-Baptiste Potelet dans ses Mémoires d'outre-tombe, se souvenant de cet ancien capitaine aimant raconter ses histoires de Pondichéry. 
De son union avec Jeanne Marie Potelet, il aura quatre enfants dont :  
Emmanuel Jean Aimé de Freslon de Saint-Aubin (1789-1864), Chef d'escadrons d'état-major (1813), nommé lieutenant-colonel d'état-major pendant l'expédition d'Espagne (1823), chevalier de Saint Louis et de l'ordre de Saint Ferdinand d'Espagne, officier de la Légion d'Honneur, mort à Rennes en 1864. 

### Mission diplomatique pour le Roi d'Angleterre

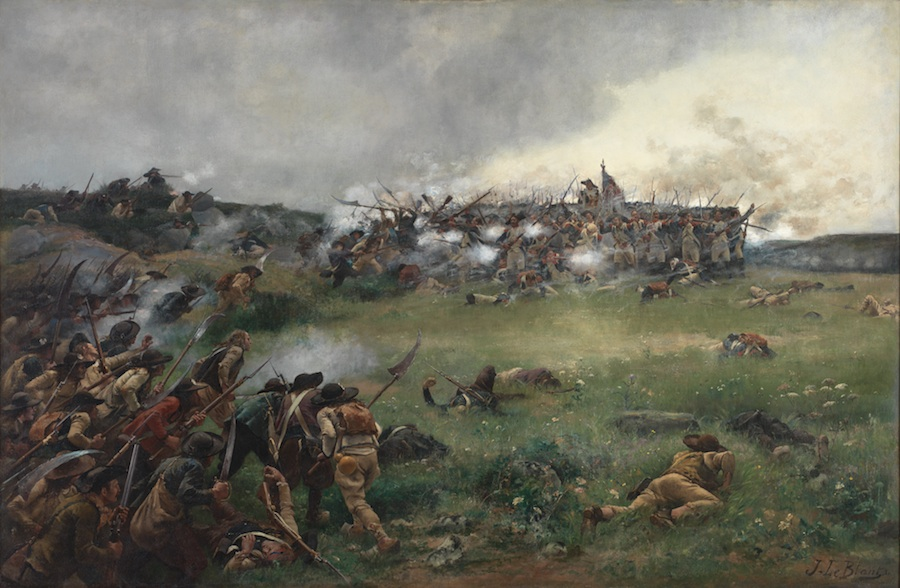
La Bataille de Fougères par Julien Le Blant, 1880

Quelques années avant la Révolution, le 21 février 1785, il est reçu président aux requêtes du Parlement de Bretagne. Les troubles révolutionnaires le force à émigrer avec sa famille sur l'île de Jersey. En novembre 1793, il est envoyé par le roi d'Angleterre Georges III, avec un autre émigré, Bertin, en mission diplomatique auprès des généraux Vendéens qu'il rejoint à Fougères alors que ceux-ci viennent de prendre la ville. Déguisé en paysan, Freslon, accompagné de Bertin, transporte dans un bâton creux les missives à remettre aux Vendéens.  

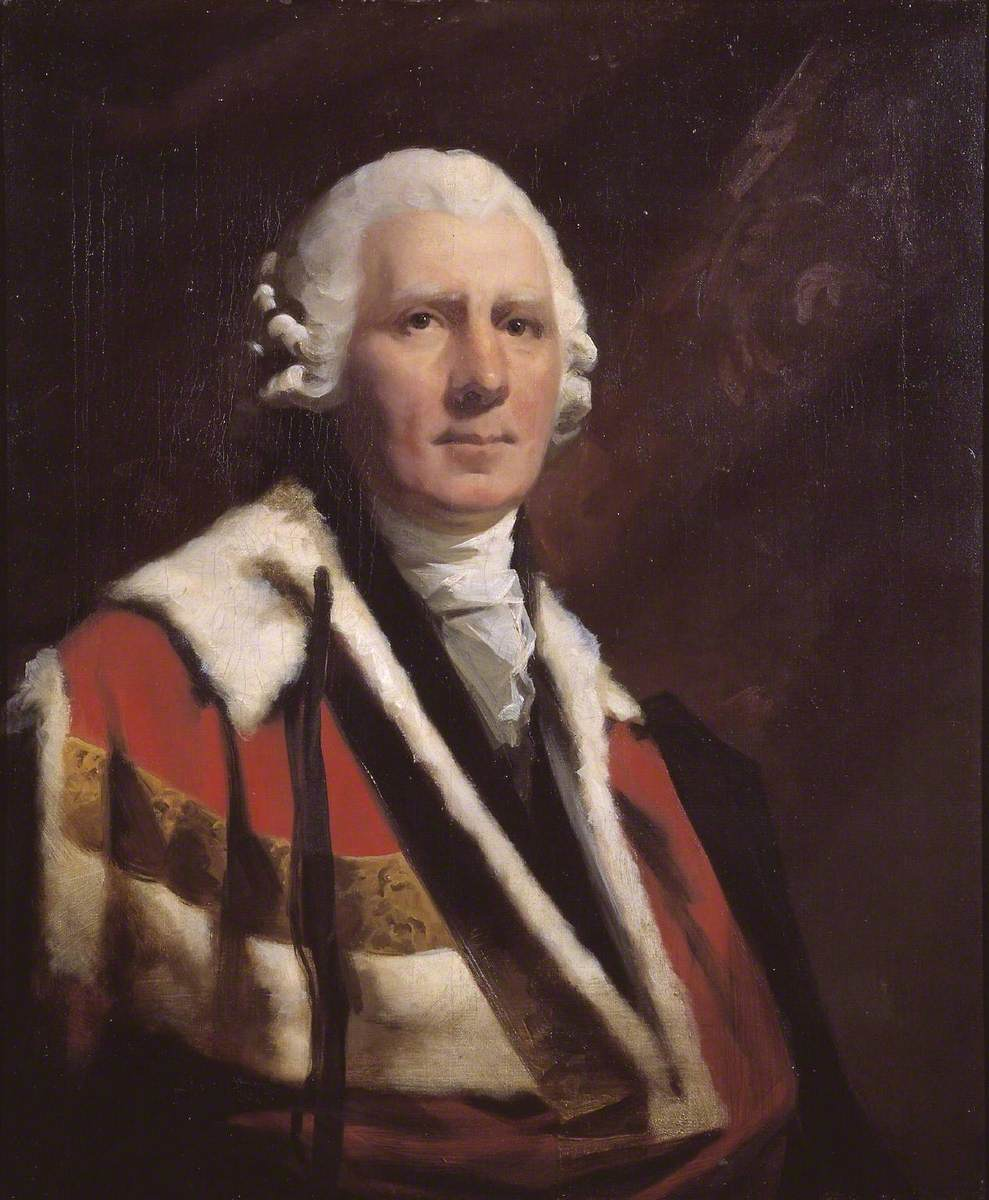
Henry Dundas, secrétaire d'État à l'Intérieur du Royaume-Uni

La Marquise de la Rochejaquelein décrit le contenu de ces dépêches dans ses Mémoires. La première, une lettre du roi d'Angleterre, leur offrait généreusement des secours. La seconde, une lettre d'Henry Dundas, secrétaire d'Etat à l'Intérieur, ajoutait que le gouvernement anglais était prêt à faire débarquer des troupes de l'armée des émigrés, à la condition que les Vendéens prennent un port, en indiquant sa préférence pour Granville. Mais une troisième lettre écrite par M. du Dresnay, un des principaux émigrés bretons, établit à Jersey, mandait aux généraux de se méfier des promesses des Anglais. Même si les préparatifs du débarquement étaient en cours, l'Angleterre portait un faible intérêt aux Vendéens, ce que confirma Freslon de Saint-Aubin et Bertin. Les généraux Vendéens rédigèrent une lettre de reconnaissance au roi d'Angleterre, un mémoire pour Henry Dundas, et ils demandèrent aux deux émissaires de remercier M.du Dresnay.
À la suite de cela, les Vendéens décidèrent de prendre Saint-Malo avant de se raviser et de choisir de marcher sur Granville. L'échec devant ce port marquera l'anéantissement du dernier espoir de l'Armée Vendéenne. 

### Carrière sous l'Empire
Revenu en France après la période révolutionnaire, Pierre de Freslon de Saint-Aubin devint, sous l'Empire, maire de Guichen et membre du collège électoral d'Ille-et-Vilaine. En 1811, il est fait baron de l'Empire (par décret du 12 mars 1811 et lettres patentes du 10 avril suivant ) et conseiller à la Cour d'appel de Rennes. Il meurt dans cette même ville le 7 novembre 1839.

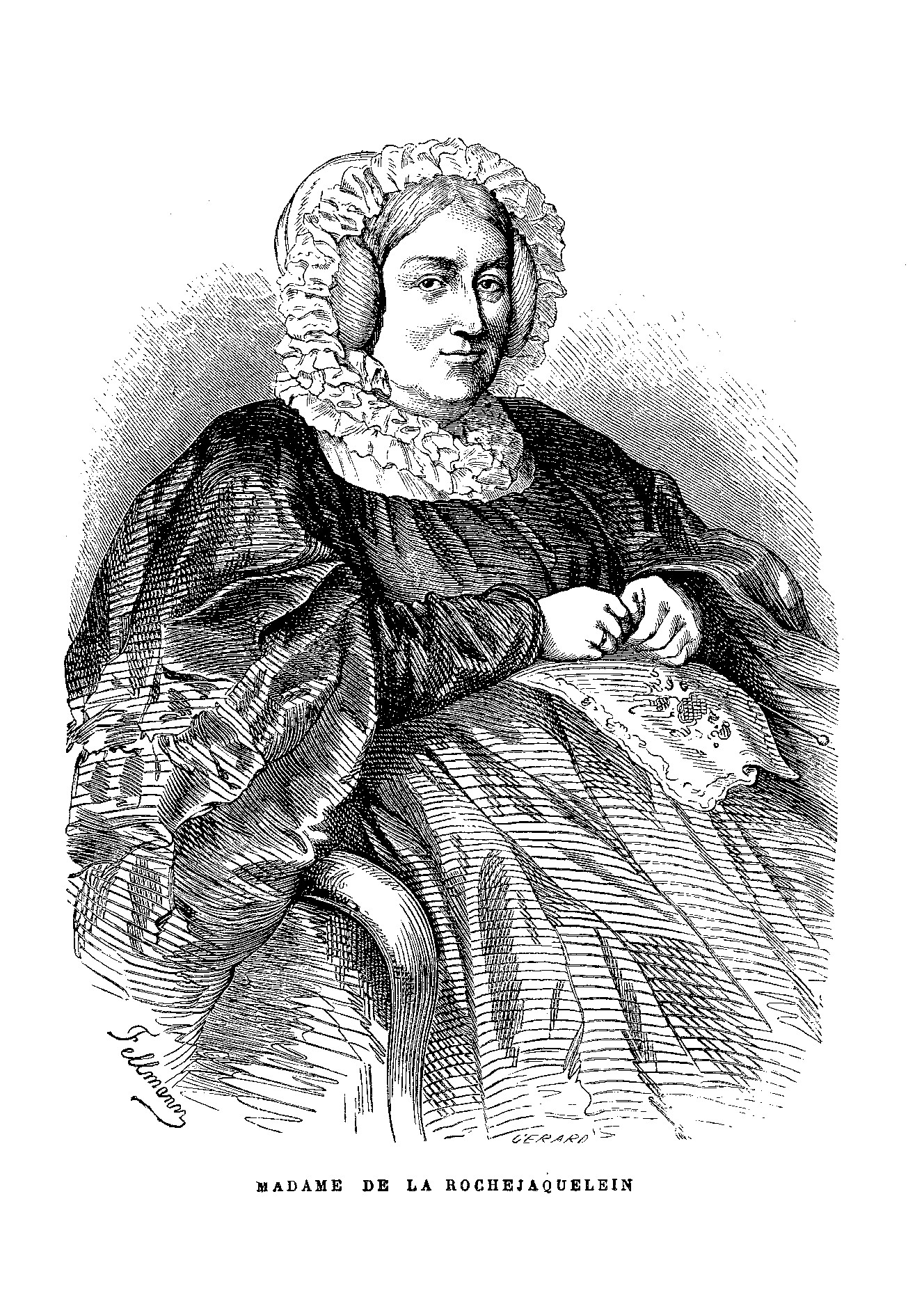
La Marquise de la Rochejaquelein, célèbre mémorialiste des Guerres de Vendée

## Citation(s)
« Pendant les trois jours que l'on passa à Fougères, deux émigrés arrivèrent d'Angleterre. (...) Il me semble que c'étaient M. Freslon, conseiller au Parlement de Rennes, et M. Bertin : tous deux étaient déguisés en paysans; les dépêches étaient cachées dans un bâton creux. »Mémoires, chapitre XVI, p.280-281

— Victoire de Donnissan de La Rochejaquelein